# Josef Frejlach
Josef Frejlach (17. října 1867 Bošilec — 21. prosince 1898 Chrudim) byl český geograf, meteorolog, klimatolog, hydrolog, redaktor a středoškolský učitel, jeden ze spoluzakladatelů moderní české meteorologie.

## Život

### Mládí a studium
Narodil se v Bošilci u Veselí nad Lužnicí do rodiny řídícího učitele Josefa Frejlacha a jeho manželky Marie, rozené Noskové. Vystudoval gymnázium v Českých Budějovicích a Jindřichově Hradci, poté nastoupil ke studiu na a Přírodovědecké fakultě Karlo-Ferdinandovy univerzity v Praze, kde docházel mj. na přednášky z geografie Jana Palackého. Následně studijně pobýval v Hamburku, Padově, Karlsruhe a Štrasburku. Pravděpodobně kvůli vadě zraku byl roku 1891 vyřazen z Císařské armády, kam nastoupil k základní vojenské službě. V polovině 90. let 19. století onemocněl tuberkulózou.

### Odborná činnost
Roku 1894 se podílel na založení České společnosti zeměvědné, první české vědecké geografické společnosti. Ve své odborné činnosti se mimo geografie zabýval také meteorologií, hydrologií a klimatologií. Byl autorem odborných textů a článků v časopisech, publikoval také několik odborných prací. Zabýval se např. fenoménem větru, oblačností, či srážkovými úhrny. Spolu s Jindřichem Metelkou byl redaktorem nově založeného Sborníku České společnosti zeměvědné, přispíval také do časopisů Vesmír, Krok, Živa a další.
Chtěl pokračovat ve studiu, dosažení docentury a akademické dráhy, kvůli finanční tísni však musel těchto snah zanechat a nastoupil jako suplující učitel na hospodářské škole v Chrudimi.

### Úmrtí
Josef Frejlach zemřel 17. října 1898 v Chrudimi, následkem tuberkulózy. Tělo bylo nejprve uloženo na městském hřbitově u Kříže, posléze pak bylo přeneseno a pohřbeno v rodném Bošilci.

## Dílo

### Odborné práce
- Změnilo-li se klima v době historické? (1893)
- Cristoforo Colombo (životopis Kryštofa Kolumba, 1893)
- Geofysikální pozorování v jezeře plöckensteinském (výzkum na Plešném jezeře, 1895)